# Ciudad medieval de Torún
El casco antiguo de Torún es el distrito histórico más antiguo de la ciudad de Torún. Este sitio está incluido desde 1997 en la lista del Patrimonio de la Humanidad en Polonia. Según la Unesco, su valor reside en el hecho de ser 

una pequeña ciudad histórica comercial que preserva un grado reseñable de calles y construcciones en su estado original, que le otorga una imagen especialmente completa del modo de vida medieval.
UNESCO WHC

La ciudad medieval tiene una superficie de 48 hectáreas y una zona colchón de 300 hectáreas. Incluye el casco antiguo de Torún, el pueblo nuevo de Torún y el castillo de Torún. 

## Historia
El casco antiguo de Torún fue construido en el siglo XIII sobre la plaza de la antigua ciudad mercantil eslava que estuvo allí durante 500 años, cuando Toruń obtuvo una carta puebla para los Caballeros Teutónicos de Hermann von Salza y Hermann Balk en 1233. La ciudad, inicialmente compuesta por el sector del casco antiguo de Torún (o ciudad medieval de Torún) y su castillo, se convirtió en un importante centro comercial y fue uno de los principales miembros de la Liga Hanseática. La ciudad se desarrolló así rápidamente desde 1264 este y norte del castillo. 
La vieja ciudad de Torún es el uno de los websites oficiales de los monumentos históricos nacionales desde el 16 de septiembre de 1994. Su lista es mantenida por el Instituto Nacional del Patrimonio de Polonia creado en el año 2000.

## Geografía y monumentos

Plan de Torún, centro histórico. La vieja ciudad en amarilla; la nueva ciudad en azul; el Castillo entre ambas al sur.

La ciudad medieval de Torún se compone de tres partes: el viejo Torún al oeste, la nueva ciudad al este y el castillo al sureste. 
El casco antiguo está organizado alrededor de la plaza del mercado. Entre los principales edificios y monumentos se encuentran el ayuntamiento de Torún, la Basílica de San Juan Bautista y San Juan Evangelista, la iglesia de la Asunción de la Virgen María y las ruinas de las murallas del ciudad. 
En la nueva ciudad se encuentran la iglesia de San Nicolás y la iglesia de San Juan. 
El castillo de Torún se encuentra entre el casco antiguo y el nuevo pueblo en los límites del sur. 

## Lugar del patrimonio mundial del Unesco

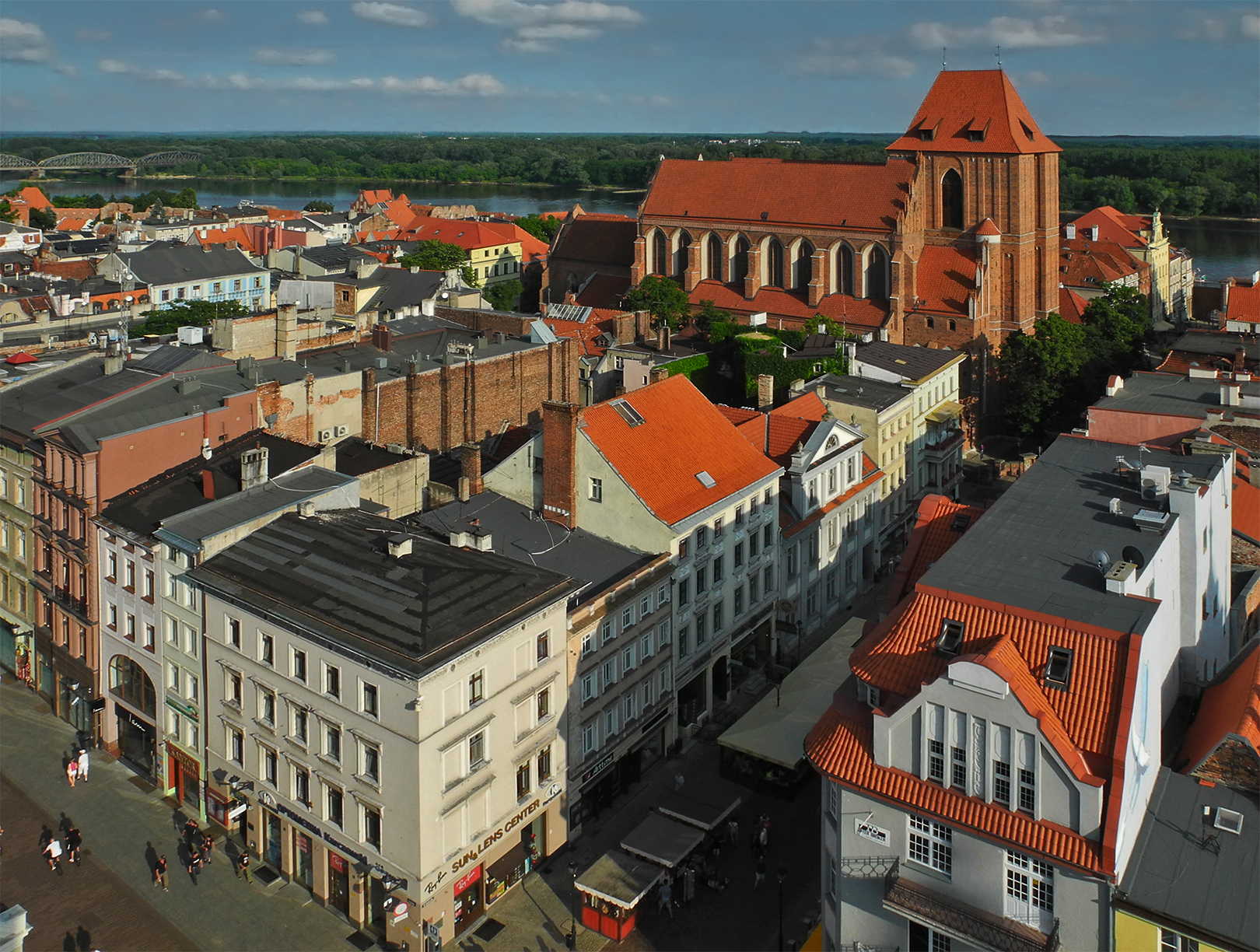
La vieja ciudad de Torún, vista desde el consistorio de Torún.

El Comité del Patrimonio Mundial enumeró este sitio como Patrimonio de la Humanidad de acuerdo con los siguientes criterios :  
2. Sea testigo de un considerable intercambio de influencias durante un período determinado o en un área cultural específica, sobre el desarrollo de la arquitectura o la tecnología, las artes monumentales, el urbanismo o la creación de paisajes. y
4. Ofrezca un ejemplo destacado de un tipo de construcción o conjunto arquitectónico o tecnológico o paisaje que ilustre uno o más períodos significativos en la historia humana.
El comité señala que Torún es un precioso ejemplo de: 

una pequeña ciudad histórica comercial que preserva un grado reseñable de calles y construcciones en su estado original, que le otorga una imagen especialmente completa del modo de vida medieval

La disposición espacial de Toruń se ha mantenido prácticamente sin cambios desde la Edad Media y, por lo tanto, constituye una fuente preciosa para la historia urbana de la Europa medieval. 

## Véase también

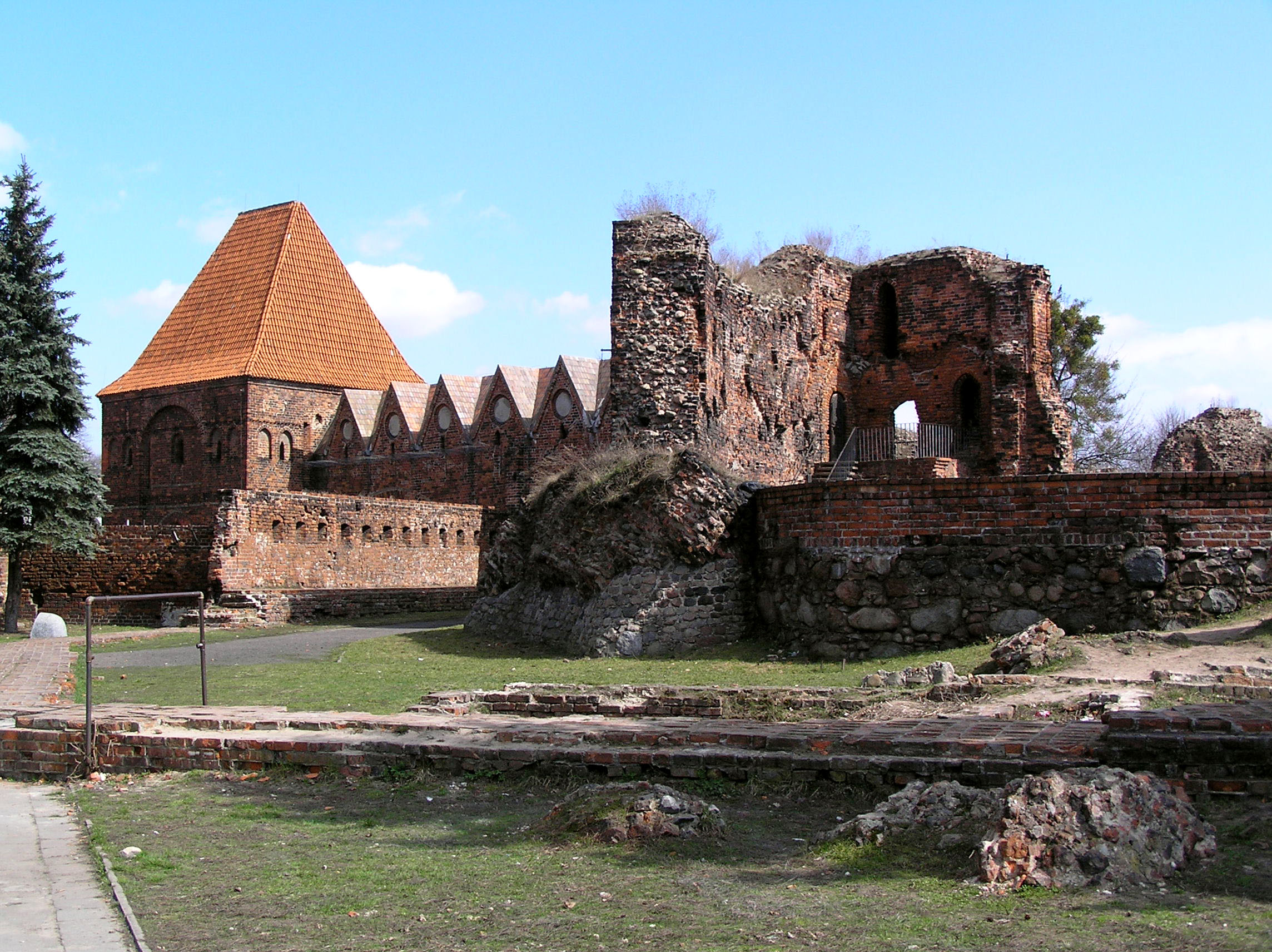
Ruinas del castillo de Torún